# Maximiliano Núñez
Maximiliano Ezequiel Núñez (La Plata, Provincia de Buenos Aires; 17 de septiembre de 1986) es un futbolista argentino. Juega como extremo en el Nacional Potosí de la Primera División de Bolivia.

## Trayectoria

### Estudiantes
Núñez hizo las divisiones inferiores en Estudiantes pero pasó a jugar a Temperley en 2007 año en que debutó profesionalmente.
Al volver a Estudiantes tuvo sus chances debutando el 20 de septiembre de 2008 frente a Racing Club en la derrota 2 a 1. Poco tiempo después hizo su debut por Copa Libertadores frente a Club Libertad en la goleada 3 a 0. El 17 de mayo marco su primer gol en el equipo frente a Club Atlético Independiente en la victoria de su equipo por 5 a 1 como visitantes y en agosto 18 le marcó un gol a Huracán en el 4-1 en su visita.
Alejandro Sabella lo convocó para disputar la Copa Mundial de Clubes de la FIFA 2009 siendo titular frente al Pohang Steelers en semifinales e ingresando en la final frente a FC Barcelona por Enzo Pérez.
Volvería a marcar el 4 de diciembre de 2010 en la victoria 3 a 1 sobre Argentinos Juniors.

### San Martín
En el 2011 jugó en San Martín de San Juan, equipo en el que se mantuvo también el 2012. Debutó el 18 de agosto en la victoria 2 a 1 sobre CA Tigre. El 26 de agosto marca el empate a dos goles frente a su exequipo Estudiantes de la Plata.

### Estudiantes
Para agosto del 2012 vuelve a Estudiantes. Debuta el 6 de agosto dándole la victoria a su club 1-2 sobre CA Tigre. El 15 de septiembre marca el gol del triunfo como visitantes sobre Racing Club.

El 27 de abril de 2013 marca el gol del triunfo en el partido frente a Boca Juniors. El 5 de mayo marca de nuevo el gol del triunfo 2 a 1 sobre Atlético Tucumán.
Sale del club habiendo jugado 100 partidos donde anotó 10 goles, para un promedio goleador de un gol cada 10 partidos.

### All Boys
A la temporada siguiente jugó en All Boys. El 3 de agosto de 2013 debuta en el empate a un gol contra Atlético Rafaela. Su único gol con el club lo hizo el 30 de noviembre en la victoria 3 a 1 contra Newell's Old Boys.

### Sporting Cristal
A inicios del 2014 emigró por primera vez en su carrera deportiva yéndose a Perú a jugar por el Sporting Cristal.
El 29 de enero debutó por la Copa Libertadores en la victoria 2-1 contra Atlético Paranaense. El 2 de marzo marco su primer gol en la goleada 5 a 2 sobre Unión Comercio. En 10 días, durante finales de julio marcó en los tres partidos que jugó sumando su cuota goleadora.

El 25 de octubre su primer hat-trick de su carrera en la goleada 4 por 1 contra Universidad César Vallejo saliendo como la figura del partido. Su último gol con el club lo hizo el 11 de noviembre dándole la victoria a 3 a 2 contra Alianza Lima.
En diciembre del 2014, logró ganar con este equipo el Torneo Clausura 2014 y disputó la final nacional del campeonato 2014 proclamándose campeón nacional en el tercer partido de la final. Cabe resaltar que anotó en ese año a los dos equipos más populares del país.

### Millonarios
A inicios del año 2015, no llega a un acuerdo para renovar su contrato con el club peruano y entonces acepta la oferta del club colombiano Millonarios y firma contrato a préstamo por un año.
Debutaría el 21 de febrero de 2015 ante el Cortuluá en la victoria 4 a 1 como locales. El 19 de marzo marca su primer gol en la victoria 2 a 1 sobre Bogotá F. C. en la Copa Colombia.
Su equipo llegaría hasta las semifinales quedando eliminados por penales, terminaría su primer año con 4 goles en 34 partidos.
El 18 de diciembre de 2015 se le renovaría su contrato por un año más vestido de azul.
El 23 de octubre de 2016 volvería a macar gol con los embajadores dándole la victoria al club como visitantes 3 a 2 ante el Cortuluá. Marcaría nuevamente el 7 de noviembre en la victoria 3 a 0 en su visita al Atlético Huila.
Su primer gol del año lo marca el 13 de julio en la victoria 2 a 0 sobre Alianza Petrolera por los octavos de la Copa Colombia 2017 saliendo como una de las figuras del partido.

Se corona como campeón del Torneo Finalización 2017 al derrotar 3 a 2 en el global a su rival Independiente Santa Fe, finaliza su contrato el mismo año, con el Balet Azul disputaría 110 partidos en los que anotaría en 10 ocasiones para un promedio de 1 gol cada 10 partidos.

### Patronato
El 7 de enero de 2018 luego de 4 años en el fútbol del extranjero es presentado como nuevo jugador del Club Atlético Patronato de la Juventud Católica de la Primera División de Argentina. Debuta el 27 de enero en el empate a un gol como visitantes frente al CA Lanús entrando al minuto 64 del partido.

### Atlético Bucaramanga
Para el segundo semestre de 2018, 'Maxi' se une al Atlético Bucaramanga volviendo a Colombia. Sus primeros dos goles con el club leopardo los hace el 7 de abril remontando un 0-1 a un 2-1 y darle la victoria sobre Independiente Santa Fe.

## Estadísticas
| Club                             | Temporada           | Liga  | Liga  | Copas | Copas | Internacional | Internacional | Total | Total |
| Club                             | Temporada           | Part. | Goles | Part. | Goles | Part.         | Goles         | Part. | Goles |
| -------------------------------- | ------------------- | ----- | ----- | ----- | ----- | ------------- | ------------- | ----- | ----- |
| Temperley Argentina              | 2007/08             | 37    | 2     | —     | —     | —             | —             | 37    | 2     |
| Temperley Argentina              | Total               | 37    | 2     | 0     | 0     | 0             | 0             | 37    | 2     |
| Estudiantes Argentina            | 2008/09             | 11    | 1     | —     | —     | 5             | 0             | 16    | 1     |
| Estudiantes Argentina            | 2009/10             | 27    | 2     | —     | —     | 9             | 0             | 36    | 2     |
| Estudiantes Argentina            | 2010/11             | 10    | 1     | —     | —     | 4             | 0             | 14    | 1     |
| Estudiantes Argentina            | 2012/13             | 33    | 4     | 1     | 1     | —             | —             | 34    | 5     |
| Estudiantes Argentina            | Total               | 81    | 8     | 1     | 1     | 18            | 0             | 100   | 9     |
| San Martín Argentina             | 2011/12             | 19    | 1     | 2     | 0     | —             | —             | 21    | 1     |
| San Martín Argentina             | Total               | 19    | 1     | 2     | 0     | 0             | 0             | 21    | 1     |
| All Boys Argentina               | 2013                | 9     | 1     | —     | —     | —             | —             | 9     | 1     |
| All Boys Argentina               | Total               | 9     | 1     | 0     | 0     | 0             | 0             | 9     | 1     |
| Sporting Cristal · Perú          | 2014                | 32    | 9     | 13    | 3     | 2             | 0             | 47    | 12    |
| Sporting Cristal · Perú          | Total               | 32    | 9     | 13    | 3     | 2             | 0             | 47    | 12    |
| Millonarios · Colombia           | 2015                | 30    | 2     | 3     | 1     | —             | —             | 33    | 3     |
| Millonarios · Colombia           | 2016                | 36    | 3     | 5     | 1     | —             | —             | 41    | 4     |
| Millonarios · Colombia           | 2017                | 31    | 2     | 3     | 1     | 2             | 0             | 36    | 3     |
| Millonarios · Colombia           | Total               | 97    | 7     | 11    | 3     | 2             | 0             | 110   | 10    |
| Patronato Argentina              | 2018                | 7     | 0     | —     | —     | —             | —             | 7     | 0     |
| Patronato Argentina              | Total               | 7     | 0     | 0     | 0     | 0             | 0             | 7     | 0     |
| Atlético Bucaramanga · Colombia  | 2018                | 8     | 0     | 1     | 0     | —             | —             | 9     | 0     |
| Atlético Bucaramanga · Colombia  | 2019                | 13    | 3     | 4     | 1     | —             | —             | 17    | 4     |
| Atlético Bucaramanga · Colombia  | Total               | 21    | 3     | 5     | 1     | 0             | 0             | 26    | 4     |
| Defensores de Belgrano Argentina | 2019                | 11    | 0     | —     | —     | —             | —             | 11    | 0     |
| Defensores de Belgrano Argentina | 2020/21             | 8     | 1     | —     | —     | —             | —             | 8     | 1     |
| Defensores de Belgrano Argentina | Total               | 19    | 1     | 0     | 0     | 0             | 0             | 19    | 1     |
| Gimnasia y Tiro Argentina        | 2021                | 24    | 0     | —     | —     | —             | —             | 24    | 0     |
| Gimnasia y Tiro Argentina        | Total               | 24    | 0     | 0     | 0     | 0             | 0             | 24    | 0     |
| Nacional Potosí · Bolivia        | 2022                | 37    | 5     | —     | —     | —             | —             | 37    | 5     |
| Nacional Potosí · Bolivia        | 2023                | 20    | 2     | 8     | 2     | 1             | 0             | 27    | 4     |
| Nacional Potosí · Bolivia        | Total               | 57    | 7     | 8     | 2     | 1             | 0             | 64    | 9     |
| Universitario de Vinto · Bolivia | 2024                | 41    | 6     | —     | —     | 1             | 0             | 42    | 6     |
| Universitario de Vinto · Bolivia | 2025                | 9     | 1     | —     | —     | 1             | 0             | 10    | 1     |
| Universitario de Vinto · Bolivia | Total               | 50    | 7     | 0     | 0     | 2             | 0             | 52    | 7     |
| Total en su carrera              | Total en su carrera | 449   | 42    | 40    | 10    | 25            | 0             | 514   | 52    |

### Tripletas
| 1 | 25 de octubre de 2014 | Estadio Alberto Gallardo, Lima | Sporting Cristal - César Vallejo |  | 4 - 1 | Campeonato Descentralizado |

## Palmarés

### Campeonatos nacionales
| Título           | Club             | País      | Año     |
| ---------------- | ---------------- | --------- | ------- |
| Primera División | Estudiantes      | Argentina | A-2010  |
| Primera División | Sporting Cristal | Perú      | 2014    |
| Primera A        | Millonarios      | Colombia  | II-2017 |

### Copas internacionales
| Título            | Club                    | Sede           | Año  |
| ----------------- | ----------------------- | -------------- | ---- |
| Copa Libertadores | Estudiantes de La Plata | Belo Horizonte | 2009 |